# 百地三太夫
百地 三太夫（ももち さんだゆう）は、江戸時代の読本などに登場する武士、忍者。伊賀国の郷士で、盗賊・石川五右衛門に忍術を教えたという設定。

## 概要
初出は石川五右衛門を主題とした実録本『賊禁秘誠談』。その略歴は伊賀山田郡喰代（ほおじろ）（現三重県伊賀市喰代）の武士・百地氏の「樒塚」の伝承から取材しており、五右衛門をその伝承に組み入れた形となっている。三太夫は安土桃山時代ころの人物で、孤児であった五右衛門に忍術を授けたが、後に悪心を起こした五右衛門に謀られて愛妾と妻を殺害されたうえ、大金を奪われて出奔されるという筋書きである。この設定は『絵本太閤記』をはじめ石川五右衛門ものとして広く浸透し、大正期の立川文庫ではさらに霧隠才蔵の師でもあると設定されている。
今日においてはしばしば天正伊賀の乱で織田氏と戦ったとされる百地丹波と同一視されているが、上記のように三太夫は物語に登場するいわば架空の人物であり、同時代史料はもちろん「伊乱記」を始めとした軍記物や百地氏の系譜資料などにも登場せず、百地三太夫と百地丹波を同一人物とする根拠は特に存在しない。